# Église évangélique baptiste de Paris
L'église évangélique baptiste de Paris est une église chrétienne évangélique baptiste située 48 rue de Lille le 7e arrondissement de Paris (France). Elle est membre de la Fédération des Églises évangéliques baptistes de France.

## Histoire
En 1839, un petit groupe de chrétiens baptisés par immersion se réunit rue Saint-Étienne-du-Mont dans le 5e arrondissement de Paris. La communauté grandit et s'installe au 145 rue du Faubourg-Poissonnière, puis au 10 rue Saint-Roch où elle reçoit la visite du prédicateur britannique Charles Spurgeon. Elle s'installe ensuite rue des Bons-Enfants. 
Grâce à la contribution financière du Comité missionnaire baptiste américain de Boston, est édifiée l'église de la rue de Lille. La première pierre est symboliquement déposée le 24 août 1872, journée commémorative  du troisième centenaire du massacre de la Saint-Barthélemy, inscrivant ainsi la communauté dans l'histoire du protestantisme en France. Le 14 septembre 1873, elle a fait la dédicace du nouveau bâtiment comprenant un auditorium de 700 places,.
Dans le cadre régime concordataire français l’État ne reconnait depuis 1802 que deux Églises protestantes, les Églises réformées, avec pour siège du consistoire parisien le temple de l'Oratoire du Louvre, et les Églises luthériennes, avec pour siège du consistoire parisien l'église des Billettes, et refuse de salarier les pasteurs baptistes. En 1881 l'adoption de textes législatifs garantit la liberté de culte, et le mouvement baptiste à Paris connaît une croissance soutenue. Elle se structure en une association régionale regroupée au sein de l’Union baptiste de Paris. 
En 1888, Philémon Vincent devient pasteur de l'église et développe les œuvres sociales. Il fonde en juin 1892 le mensuel La Pioche et la Truelle. Ces années-là, les pasteurs Aimé Cadot et Lepoids travaillent comme évangélisateurs dans le quartier ouvrier de Plaisance. En 1895, Philémon Vincent est destitué comme pasteur de l’Église baptiste de la rue de Lille,,.
En 1922, l’Union baptiste de Paris fusionne avec la Fédération des Églises évangéliques baptistes du Nord, fondée en 1910 et membre depuis 1916 de la Fédération protestante de France, et devient la Fédération des Églises évangéliques baptistes de France. Cette dernière est membre de l'Alliance baptiste mondiale. 
Après la Seconde Guerre mondiale, en 1950, l'American Baptist Foreign Mission Society (ABFMS) transmet aux baptistes français l’ensemble immobilier qu’elle possède, comprenant notamment le temple du 48 de la rue de Lille, que l’église du 123 avenue du Maine avait dû quitter un demi-siècle auparavant. Cette dernière devient alors propriétaire du temple et y installe son pasteur, Henri Vincent, officiellement à partir de 1956. 
L'église a établi une librairie chrétienne au 48 rue de Lille, « 7ici »,.

## Architecture
L'architecte est le Suédois W. Hansen, qui dresse également les plans du temple protestant de l'Étoile à la même époque. Il dessine une façade dans un style néogothique caractéristique. La chapelle utilise des supports de métal très minces. L'église possède la plus ancienne cuve baptismale pour adultes de la capitale.